# (29292) Conniewalker
(29292) Conniewalker est un astéroïde de la ceinture principale.

## Description
(29292) Conniewalker est un astéroïde de la ceinture principale. Il fut découvert le 24 mai 1993 à l'Observatoire Palomar par Carolyn S. Shoemaker et David H. Levy. Il présente une orbite caractérisée par un demi-grand axe de 2,35 UA, une excentricité de 0,20 et une inclinaison de 25,5° par rapport à l'écliptique.

## Compléments